# Syllis tyrrhena
Syllis tyrrhena är en ringmaskart som först beskrevs av Licher och Kuper 1998.  Syllis tyrrhena ingår i släktet Syllis och familjen Syllidae. Inga underarter finns listade i Catalogue of Life.